# Gabriel de la Forest d'Armaillé
Gabriel Julien Jacques Louis Laforêt d'Armaillé est un homme politique français né le 25 août 1764 à Bruz (Ille-et-Vilaine) et mort le 20 mai 1833 à Rennes.

## Biographie
Conseiller au Parlement de Bretagne en 1784, il reste à l'écart de la vie politique sous la Révolution. Il est nommé syndic des pauvres en 1804 et conseiller municipal de Rennes en 1805. Il est conseiller à la cour d'appel puis président de chambre jusqu'en 1830. Il est député d'Ille-et-Vilaine de 1815 à 1816, siégeant dans la majorité introuvable soutenant la Restauration.
À son décès, l'ancien député-magistrat était chevalier de la Légion d'honneur.

## Sources
- « Gabriel de la Forest d'Armaillé », dans Adolphe Robert et Gaston Cougny, Dictionnaire des parlementaires français, Edgar Bourloton, 1889-1891 [détail de l’édition]